# Yakup Kılıç
Yakup Kılıç est un boxeur turc né le 13 juillet 1986 à Elâzığ.

## Carrière
Aux Jeux olympiques d'été de 2008, il combat dans la catégorie des poids plumes et remporte la médaille de bronze, battu en demi-finale par Vasyl Lomachenko.

## Référence
1. ↑  (en) Résultats des Jeux olympiques 2008 (amateur-boxing.strefa.pl)